# BoyTown
Pour plus de détails, voir Fiche technique et Distribution.
BoyTown est un film australien réalisé par Kevin Carlin, sorti en 2006.

## Synopsis
En 2005, les cinq membres du boys band BoyTown reforme leur groupe mythique après leur succès dans les années 1980.

## Fiche technique
- Titre : BoyTown
- Réalisation : Kevin Carlin
- Scénario : Mick Molloy et Richard Molloy
- Musique : Gareth Skinner
- Photographie : Mark Wareham
- Montage : Angie Higgins
- Production : Mick Molloy
- Société de production : Molloy Boy Productions
- Pays :  Australie
- Genre : Comédie
- Durée : 88 minutes
- Dates de sortie : 
  -  Australie : 19 octobre 2006

## Distribution
- Glenn Robbins : Benny G
- Mick Molloy : Tommy Boy
- Bob Franklin : Bobby Mac
- Wayne Hope : Carl
- Gary Eck : Corey
- Sally Phillips : Holly
- Lachy Hulme : Marty Boomstein
- Lois Ramsey : Gran
- Sarah Walker : Katie
- Sally McDonald : la réceptionniste de Boomstein Records
- Syd Brisbane : Jeff

## Distinctions
Le film a été nommé pour le Australian Screen Sound Guild Award de la meilleure bande originale de l'année.

## Box-office
Le film a rapporté 3,1 millions de dollars australiens au box-office australien.